# Apomecyna proxima
Apomecyna proxima är en skalbaggsart som beskrevs av Stefan von Breuning 1938. Apomecyna proxima ingår i släktet Apomecyna och familjen långhorningar. Inga underarter finns listade i Catalogue of Life.